# RS Architektura Krajobrazu
RS Architektura Krajobrazu – polskie biuro architektury krajobrazu z siedzibą w Warszawie, założone w 1996. 
Autor projektu bulwarów wiślanych (między ul. Tamka i Boleść) w Warszawie, wyłonionego w konkursie z 2009. Za jego realizację ukończoną w 2015 pracownia otrzymała Nagrodę Architektoniczną Prezydenta m.st. Warszawy 2016 w kategorii: Przestrzeń publicznie dostępna, za projekt Bulwarów nad Wisłą.